# Terremoti in Italia
Per la particolare situazione geodinamica (convergenza della placca euroasiatica con la placca africana) il territorio italiano è frequentemente soggetto a terremoti dandogli il primato in Europa per questi fenomeni: su 1.300 sismi distruttivi avvenuti nel II millennio nel Mediterraneo centrale ben 500 hanno interessato l'Italia; l'analisi dei movimenti focali indica che essi sono per lo più distribuiti lungo le aree interessate dalla tettonica alpina e appenninica, dove sono causati rispettivamente da movimenti lungo faglie.

## XXI secolo

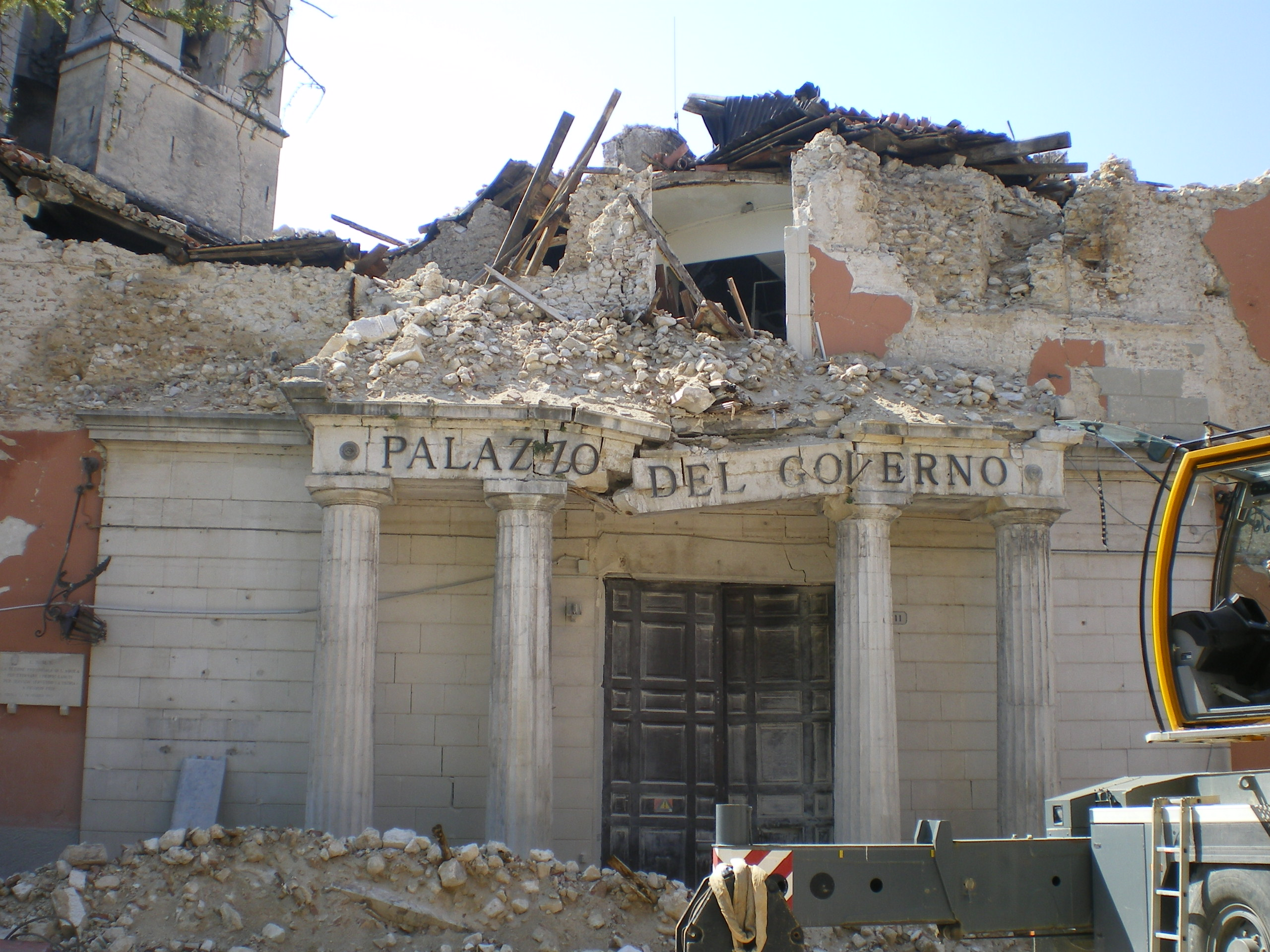
L'Aquila: la sede della Prefettura dopo il terremoto del 2009

Gli eventi sismici del Centro Italia del 2016 e 2017 rappresentano la più grave sequenza di terremoti registrata in Italia nel XXI secolo, per durata, numero di vittime e di sfollati.

La scossa che il 30 ottobre 2016 ha colpito i comuni della Valnerina (Norcia, Castelsantangelo sul Nera, Visso, Ussita e Preci) è stata la più forte della sequenza iniziata il 24 agosto precedente, e, per intensità, una delle maggiori in Italia registrata a partire dal 1980.

## Terremoti principali

### Terremoti più forti
| Data             | Ora           | Area epicentrale                                                                           | Latitudine - Longitudine  | MMS (MW)         | MCS (Imax) | NMDP | Collegamento voce                                     |
| ---------------- | ------------- | ------------------------------------------------------------------------------------------ | ------------------------- | ---------------- | ---------- | ---- | ----------------------------------------------------- |
| 11 gennaio 1693  | 13:20 - 13:40 | Costa Siracusana - Golfo di Catania (al largo di Catania e Augusta, mar Ionio meridionale) | 37°22′48″N 15°09′00″E     | 7,5~7,7(stimata) | 11 - 12    | 179  | Terremoto del Val di Noto del 1693                    |
| 28 dicembre 1908 | 04:20         | Stretto di Messina (Calabria-Sicilia)                                                      | 38°08′45.6″N 15°41′13.2″E | 7,5              | 11         | 772  | Terremoto della Calabria meridionale-Messina del 1908 |
| 5 dicembre 1456  | 03:00         | Appennino centro-meridionale (Campania)                                                    | 41°18′07.2″N 14°42′39.6″E | 7,3              | 11         | 199  | Terremoto dell'Italia centro-meridionale del 1456     |
| 16 dicembre 1857 | 21:17         | Basilicata                                                                                 | 40°21′07.2″N 15°50′31.2″E | 7,1              | 11         | 340  | Terremoto della Basilicata del 1857                   |
| 5 febbraio 1783  | 12            | Calabria meridionale                                                                       | 38°17′49.2″N 15°58′12″E   | 7,1              | 11         | 356  | Terremoto della Calabria meridionale del 1783         |
| 27 marzo 1638    | 05:15         | Calabria centrale                                                                          | 39°02′52.8″N 16°17′20.4″E | 7,1              | 11         | 213  | Terremoto della Calabria del 27 marzo 1638            |
| 5 giugno 1688    | 15:30         | Sannio (Campania)                                                                          | 41°16′58.8″N 14°33′39.6″E | 7,1              | 11         | 215  | Terremoto del Sannio del 1688                         |
| 13 gennaio 1915  | 07:52         | Avezzano, Marsica (Abruzzo)                                                                | 42°00′50.4″N 13°31′48″E   | 7,0              | 11         | 1141 | Terremoto della Marsica del 1915                      |
| 28 marzo 1783    | 15:55         | Calabria centrale                                                                          | 38°47′06″N 16°27′50.4″E   | 7,0              | 11         | 323  | Terremoto della Calabria meridionale del 1783         |
| 8 settembre 1905 | 01:43         | Calabria centrale                                                                          | 38°48′39.6″N 16°00′00″E   | 6,95             | 10-11      | 895  | Terremoto della Calabria del 1905                     |
| 14 gennaio 1703  | 18            | Norcino, Reatino e Aquilano                                                                | 42°42′28.8″N 13°04′15.6″E | 6,92             | 11         | 197  | Terremoto dell'Aquila del 1703                        |
| 3 novembre 1706  | 13            | Maiella (Abruzzo)                                                                          | 42°04′33.6″N 14°04′48″E   | 6,84             | 10-11      | 99   | Terremoto della Maiella del 1706                      |

### Terremoti più disastrosi
1. Messina e Reggio Calabria (28 dicembre 1908), 7,24 M, 100.000 morti (dettagli)
2. Val di Noto, Sicilia orientale (11 gennaio 1693), 7,69 M, 60.000 morti (dettagli)
3. Reggio Calabria e Messina (5 febbraio 1783), 6,91 M, 50.000 morti (dettagli)
4. Avezzano, Abruzzo (13 gennaio 1915), 6,99 M, 30.519 morti (dettagli)
5. Verona (3 gennaio 1117), 6,49 M, 30.000 morti (dettagli)
6. Irpinia e Sannio (5 dicembre 1456), 6,96 Mw, 30.000 morti (dettagli)
7. Catania (4 febbraio 1169), 6,60 Mw, 20.000 morti (dettagli)
8. Montemurro, Basilicata (16 dicembre 1857), 6,96 Mw, 12.000 morti (dettagli)
9. Nicastro (oggi Lamezia Terme), Calabria (27 marzo 1638), 7,00 Mw, oltre 10.000 morti (dettagli)
10. Carinzia e Friuli (25 gennaio 1348), 6,66 Mw, 9900 morti (dettagli)